# Claude (modèle de langage)
Pour les articles homonymes, voir Claude.
Claude est une série de grands modèles de langage développés par Anthropic. Le premier modèle est sorti en mars 2023. Claude 3, sorti en mars 2024, peut également analyser des images.

## Entraînement
Les modèles de la famille Claude sont des transformateurs génératifs pré-entraînés. Ils ont été pré-entraînés à prédire le mot suivant pour de grandes quantités de texte. Pour que ces modèles soient non seulement performants mais aussi présentables, ils ont ensuite été entraînés avec la technique de l'IA constitutionnelle.

### IA constitutionnelle
L'IA constitutionnelle est une approche développée par Anthropic pour entraîner les systèmes d'IA (tels Claude) à être utiles, sincères et inoffensifs sans nécessiter de feedback humain, en intégrant parmi ses filtres dans l'entraînement des modèles d'IA, des valeurs et principes inspirés de documents comme la Déclaration universelle des droits de l'homme de l'ONU,.
Dans une phase d'apprentissage supervisé, le modèle génère des réponses, s'auto-critique sur la base d'un ensemble de principes (une « constitution »), puis ajuste ses réponses. Ces réponses davantage conformes à la constitution sont ensuite utilisées pour entraîner le modèle.
Ensuite vient une phase d'apprentissage par renforcement. Le modèle génère des réponses et les compare, favorisant celles qui satisfont le plus les principes de la constitution. Ces données permettent d'entraîner un modèle de préférences, qui juge des réponses en fonction de leur degré de conformité à la constitution. Claude est ensuite ajusté à satisfaire ce modèle de préférences. Cette technique est similaire à l'apprentissage par renforcement à partir de rétroaction humaine, où les comparaisons humaines sont nécessaires, là où l'IA constitutionnelle effectue automatiquement les comparaisons sur base de la constitution,.

## Modèles

### Claude
Claude est la version initiale du modèle de langage d'Anthropic, sortie en mars 2023. Claude a démontré sa maîtrise de diverses tâches, mais avait certaines limitations en matière de codage, de mathématiques et de raisonnement. Anthropic s'est associée à des sociétés comme Notion (logiciel de prise de notes et de productivité) et Quora (pour aider à développer le chatbot Poe).

### Claude Instant
Claude est sorti en deux versions, Claude et Claude Instant, Claude Instant étant une version plus rapide, moins chère et plus légère. Claude Instant a une fenêtre de contexte de 100 000 tokens (ce qui correspond à environ 75 000 mots). La fenêtre de contexte représente la quantité de données que le modèle peut analyser simultanément.

### Claude 2
Claude 2 est la deuxième majeure itération, sortie le 11 juillet 2023. Elle a été rendue accessible au grand public, là où la première version n'était accessible qu'à certains utilisateurs approuvés par Anthropic.
Claude 2 a une fenêtre de contexte de 100 000 tokens. Les fonctionnalités incluent la possibilité d'analyser avec Claude des fichiers PDF.

#### Controverses
Claude 2 a été critiqué pour son alignement éthique strict qui semble réduire l'utilisabilité et les performances. Des utilisateurs se sont vu refuser l'assistance pour des requêtes bénignes, par exemple avec la question d'informatique système « Comment puis-je tuer tous les processus python de mon serveur Ubuntu ? » Cela a conduit à un débat sur la « taxe d'alignement » (le coût pour garantir l'alignement d'un système d'IA), avec des discussions centrées sur l'équilibre entre les considérations éthiques et les fonctionnalités pratiques. Les critiques plaident en faveur de l’efficacité et de l’autonomie des utilisateurs, tandis que les partisans soulignent l’importance d’une IA éthique,.

#### Claude 2.1
Claude 2.1 a doublé le nombre de tokens que le chatbot peut analyser simultanément, le portant à une fenêtre de 200 000 tokens, ce qui équivaut à environ 500 pages.
Selon Anthropic, ce nouveau modèle est moins susceptible de se tromper que ses prédécesseurs.

### Claude 3
À sa sortie de l'article, le 4 mars 2024, Claude 3 s'est avéré être à la pointe des performances dans un large éventail de tâches cognitives. La famille Claude 3 comprend trois modèles de pointe par ordre croissant de capacités : Haiku, Sonnet et Opus. La version par défaut de Claude 3 Opus dispose d'une fenêtre de contexte de 200 000 tokens, mais celle-ci est en cours d'extension à 1 million pour des cas d'utilisation spécifiques,.
Claude 3 a montré des capacités de raisonnement méta-cognitif, notamment en ayant réalisé qu'il était artificiellement testé lors d'une évaluation impliquant le fait d'extraire une information dans de grandes quantités de texte,.
À son lancement, seule l'interface de programmation (API) de Claude 3 était disponible dans l'Union européenne. Depuis le 14 mai 2024, Claude 3 est accessible en France et dans toute l'UE, dans sa version payante (Opus) et sa version gratuite (Sonnet). La version Pro sans limites d'utilisation et donnant accès au langage le plus avancé (Opus) coûte 18 euros hors taxe par mois.

#### Claude 3.5
Le 21 juin 2024, Anthropic sort Claude Sonnet 3.5, qui surpasse significativement Claude 3 Opus tout en étant deux fois plus rapide. Cette annonce fait concurrence au modèle GPT-4o d'OpenAI, sorti un mois plus tôt : Anthropic présente son modèle comme étant plus performant que son concurrent dans la résolution de plusieurs tâches, en particulier dans la compréhension visuelle,.
En octobre 2024, avec la sortie d'une version améliorée de Claude 3.5 Sonnet, Anthropic a lancé une fonctionnalité permettant à Claude de contrôler un ordinateur en utilisant des captures d'écran, des clics et un clavier virtuel, lui permettant ainsi d'effectuer des tâches nécessitant plus d'autonomie.

#### Claude 3.7
Anthropic a lancé Claude 3.7 Sonnet le 24 février 2025, avec un mode de réflexion approfondie pour les questions complexes. Anthropic a également lancé une version préliminaire de recherche de Claude Code, un outil de ligne de commande qui permet aux développeurs de déléguer des tâches de programmation directement depuis leur terminal.

### Claude 4.0
Le 22 mai 2025, Anthropic a publié deux autres modèles : Claude Sonnet 4 et Claude Opus 4. Anthropic a ajouté des fonctionnalités API pour les développeurs : un outil d'exécution de code, un connecteur à son Model Context Protocol, et Files API,. Elle a classé Opus 4 comme un modèle de « niveau 3 » sur l'échelle de sécurité à quatre points de l'entreprise, ce qui signifie qu'elle le considère si puissant qu'il présente un « risque significativement plus élevé ». Anthropic a rapporté que lors d'un test de sécurité impliquant un scénario fictif, les grands modèles de langage comme Claude ont tendance à envoyer un email de chantage à un ingénieur afin d'empêcher leur remplacement.

## Transparence
Anthropic a publié en 2024 un document expliquant quels sont les prompts système utilisés par Anthropic pour censurer ou moduler certains des comportements de Claude ; et ce pour trois modèles d'intelligence artificielle : Claude 3.5 Sonnet ; Claude 3 Opus et Claude 3 Haiku. Les utilisateurs peuvent ainsi par exemple comprendre comment Claude est censé répondre aux questions concernant des sujets controversés (avec des phrases approfondies et claires, sans rappeler que le sujet est sensible ou prétendre qu'il fournit des faits objectifs).